# Chomutowo (Orjol, Nowoderewenkowski)
Chomutowo (russisch Хомуто́во) ist eine Siedlung städtischen Typs in der Oblast Orjol in Russland mit 4231 Einwohnern (Stand 14. Oktober 2010).

## Geographie
Der Ort liegt knapp 100 km Luftlinie östlich des Oblastverwaltungszentrums Orjol, einige Kilometer vom rechten Ufer der Ljubowscha im Einzugsgebiet des Don-Nebenflusses Bystraja Sosna entfernt.
Chomutowo ist Verwaltungszentrum des Rajons Nowoderewenkowski sowie Sitz und einzige Ortschaft der Stadtgemeinde (gorodskoje posselenije) Chomutowo.

## Geschichte
Der Ort entstand um 1870 im Zusammenhang mit dem Bau der Eisenbahnstrecke Orjol – Jelez, als dort eine Station eröffnet und nach einem nahen Weiler benannt wurde. Die Siedlung gehörte zunächst zum Ujesd Nowosil des Gouvernements Tula.
Am 18. Januar 1935 wurde Chomutowo Verwaltungssitz eines neu geschaffenen, nach ihm benannten Rajons. Im Zweiten Weltkrieg wurde der Ort Mitte November 1941 von der deutschen Wehrmacht eingenommen, aber bereits um den 20. Dezember 1941 von der Roten Armee zurückerobert.
Seit 19. Dezember 1972 besitzt der Ort den Status einer Siedlung städtischen Typs.

### Bevölkerungsentwicklung
| Jahr | Einwohner |
| ---- | --------- |
| 1939 | 577       |
| 1959 | 1231      |
| 1970 | 2222      |
| 1979 | 3821      |
| 1989 | 4753      |
| 2002 | 4710      |
| 2010 | 4231      |

Anmerkung: Volkszählungsdaten

## Verkehr
Chomutowo besitzt einen Bahnhof bei Kilometer 108 der 1870 eröffneten Eisenbahnstrecke Orjol – Jelez – Lipezk – Grjasi.
Durch die Siedlung verläuft die Regionalstraße 54K-6, die von Salegoschtsch über Werchowje kommend weiter nach Krasnaja Sarja der Bahnstrecke folgt. In nördlicher Richtung zweigt die 54K-14 in das benachbarte Rajonzentrum Korsakowo ab; diese kreuzt nach etwa 15 km die streckenweise noch im Bau befindliche (Stand 2015) 54A-1 Orjol – Nowosil – Grenze zur Oblast Tula (Richtung Jefremow).